# Released Anger
Released Anger ist eine griechische Thrash-Metal-Band aus Athen, die 2004 gegründet wurde.

## Geschichte
Die Band wurde im November 2004 von dem Sänger Ntinos Zacharis, dem Schlagzeuger Thanos Ziogas und den Gitarristen John „Giannis“ Anagnostou und Dimitris Charisis gegründet. Die Mitglieder waren zuvor in verschiedenen Bands wie The Crucifier, Skullcrusher und Deny aktiv gewesen. Nach vier Monaten kam der The-Crucifier-Gitarrist Nikos Psarogiannis als Bassist hinzu und es folgte der erste Auftritt. Ende Juni, also sieben Monate nach der Gründung, wurde in den Baeline Studios die EP Violent Insticts aufgenommen, die fünf Lieder enthält. Die Aufnahmen hatten insgesamt 25 Stunden gedauert und hatten mit dem Produzenten John Mcris stattgefunden. Die Veröffentlichung wurde im November 2005 vorgenommen. Zudem war im Oktober Kostas Paulidis als Bassist hinzugestoßen. Am 20. November hielt die Band daraufhin ihren zweiten Auftritt ab. Das Konzert wurde aufgenommen und war später Teil des Musikvideos zum Song Released Anger. Direkt nach dem Auftritt verließ Ziogas die Besetzung und wurde durch Stelios Stauropoulos ersetzt. Im August 2006 wurde im 222 Studio innerhalb von acht Tagen das Debütalbum Faces of Fate aufgenommen, das neben einer Coverversion von Whiplashs Power Thrashing Death zehn weitere Lieder enthält. Das Album erschien 2007 in Europa bei Eat Metal Records und in Amerika bei Kill Again Records. 2009 erschien die Single Virus, der sich 2010 die Split-Veröffentlichung Monarch in Life / State of War mit Dead City anschloss. 2011 waren Christos Sevastopoulos als neuer Bassist und Jan Westermann als Schlagzeuger in der Besetzung vertreten. 2016 wurde über Floga Records die Split-Veröffentlichung Revolution Starts Here mit Whiplash veröffentlicht. Die Band trat unter anderem bisher in ihrer Karriere mit Attacker, Blitzkrieg, Brocas Helm, Sodom, Enforcer, Whiplash, Acid Death und Flotsam and Jetsam auf.

## Stil
Yiannis Doukas von metal-temple.com zählte die Band in seiner Rezension zu Faces of Fate zur neuen Welle des Thrash Metal und ordnete sie bei Gruppen wie Dekapitator und Merciless Death ein. Auf dem Album spiele die Gruppe Thrash Metal im klassischen Stil mit klanglichen Gemeinsamkeiten zu Tankard, Hallows Eve, Grip Inc. und Kreator. Generell könne man die Musik als Mischung aus Thrash Metal im deutschen Stil, was vor allem durch den an Mille Petrozza erinnernden Gesang bewirkt werde, und dem aus der San Francisco Bay Area bezeichnen. Grigoris Chronis, ebenfalls von metal-temple.com, rezensierte Virus und stellte ebenfalls fest, dass hierauf schneller Thrash Metal im klassischen Stil zu hören ist. Er ordnete die Gruppe den damals ebenfalls neu aufkommenden Bands des Genres wie Merciless Death, Hatchet, Fueled by Fire und Warbringer zu. Die Gruppe sei zum einen durch europäischen Thrash Metal im Stil von Kreator, Destruction, Sodom und Exumer, zum anderen durch US-amerikanischen Thrash Metal von Exodus, Whiplash, Slayer und Sacred Reich beeinflusst worden.

## Diskografie
- 2005: Violent Instincts (EP, Eigenveröffentlichung)
- 2007: Faces of Fate (Album, Eat Metal Records (Europa) / Kill Again Records (Amerika))
- 2009: Virus (Single, Athens Thrash Attack Records)
- 2010: Monarch in Life / State of War (Split mit Dead City, Athens Thrash Attack Records)
- 2016: Revolution Starts Here (Split mit Whiplash, Floga Records)